# ساتوشي ناكامورا
ساتوشي ناكامورا (باليابانية: 中村哲؛ بالكانا: なかむら さとし) هو عالم حاسوب ياباني، ولد في 4 أغسطس 1958.